# Albert Houssiau
Albert Jean Charles Ghislain Houssiau (Halle, 2 novembre 1924) è un vescovo e teologo belga, dal 9 maggio 2001 vescovo emerito di Liegi.

## Biografia

### Primi anni di vita e formazione
Albert Jean Charles Ghislain Houssiau è nato ad Halle il 2 novembre 1924, quarto di sei figli di una famiglia francofona residente nelle Fiandre. Completò gli studi secondari dal 1936 al 1942 presso l'istituto Notre-Dame di Cureghem.
Successivamente entrò poi nel seminario di Malines-Bruxelles prima di proseguire, nel 1945, gli studi di scienze commerciali e consolari e poi di filosofia presso l'Università Cattolica di Lovanio (UCL).

### Consacrazione a presbiterio
Il 6 febbraio 1949, nella cappella privata del palazzo arcivescovile di Malines, Albert Houssiau venne ordinato sacerdote dal cardinale Jozef-Ernest Van Roey. Il 13 febbraio successivo, nella basilica di Notre-Dame de Hal, celebrò la sua messa dei primizie assistito dai suoi colleghi, il fratello maggiore Pierre Houssiau e il cugino Emile Demunck. Dopo un breve incarico di vicariato in una parrocchia di Forest tra il 1955 e il 1956, venne nominato a Lovanio per assistere il canonico Descamps nella gestione del Collège du Saint-Esprit, che accoglieva studenti sacerdoti.
Contribuì anche alla riorganizzazione del programma dell'Istituto superiore di scienze religiose, di cui fu presidente dal 1961. Nel 1965 assunse la direzione del Collegio dello Spirito Santo e fu nominato canonico del capitolo della cattedrale di San Romboldo a Malines. Dopo la separazione delle facoltà francofone e neerlandesi dell'Università di Lovanio, ricoprì per due volte la carica di decanato della facoltà francofona di teologia (tra il 1972 e il 1977 e poi tra il 1982 e il 1985).
Parallelamente, continuò la sua formazione in teologia tomista presso il Grande Seminario di Malines. Nel 1955 conseguì il dottorato sull'esegesi di Mt 11,27b secondo Sant'Ireneo e poi il master in teologia con una tesi sulla "Cristologia di Sant'Ireneo".
L'anno successivo divenne docente e poi professore ordinario presso la Facoltà di Teologia dell'UCL tra il 1959 e il 1986, dove insegnò teologia dei sacramenti, liturgia e infine ecclesiologia.

### Consacrazione a vescovo
Il 17 marzo 1986 fu nominato vescovo di Liegi da papa Giovanni Paolo II, per succedere a Guillaume-Marie van Zuylen. 
Tra i momenti salienti del suo episcopato, la celebrazione del 750º anniversario dell'istituzione del Corpus Domini - su iniziativa delle mistiche liegine Julienne de Cornillon ed Èva de Liège - che fu occasione per Houssiau di ricevere una lettera del Papa.
Si ritirò nel 2001 dopo 14 anni di episcopato e fu sostituito da Aloys Jousten.

## Opere
- (FR) Albert Houssiau, Julien Ries, Jean Giblet e Paul De Clerck, Le Baptême, entrée dans l'existence chrétienne, Bruxelles, Facultés universitaires de Saint-Louis Bruxelles, 1983.

## Genealogia episcopale
La genealogia episcopale è:
- Cardinale Scipione Rebiba
- Cardinale Giulio Antonio Santori
- Cardinale Girolamo Bernerio, O.P.
- Arcivescovo Galeazzo Sanvitale
- Cardinale Ludovico Ludovisi
- Cardinale Luigi Caetani
- Cardinale Ulderico Carpegna
- Cardinale Paluzzo Paluzzi Altieri degli Albertoni
- Papa Benedetto XIII
- Papa Benedetto XIV
- Papa Clemente XIII
- Cardinale Marcantonio Colonna
- Cardinale Giacinto Sigismondo Gerdil, B.
- Cardinale Giulio Maria della Somaglia
- Cardinale Carlo Odescalchi, S.I.
- Vescovo Eugène de Mazenod, O.M.I.
- Cardinale Joseph Hippolyte Guibert, O.M.I.
- Cardinale François-Marie-Benjamin Richard
- Cardinale Pietro Gasparri
- Cardinale Clemente Micara
- Cardinale Jozef-Ernest Van Roey
- Cardinale Léon-Joseph Suenens
- Cardinale Godfried Danneels
- Vescovo Albert Jean Charles Ghislain Houssiau